# Thalassogena sphaerica
Thalassogena sphaerica är en svampart som beskrevs av Kohlm. & Volkm.-Kohlm. 1987. Thalassogena sphaerica ingår i släktet Thalassogena och familjen Halosphaeriaceae.   Inga underarter finns listade i Catalogue of Life.